# Жузагаш
Жузага́ш (каз. Жүзағаш) — станційне селище у складі Аягозького району Абайської області Казахстану. Входить до складу Тарлаулинського сільського округу.
Населення — 14 осіб (2021; 62 у 2009, 95 у 1999, 48 у 1989).
Національний склад станом на 1989 рік:
- казахи — 100 %

У радянські часи селище мало також назву Жуз-Агач.